# Lago Taudaha
El Lago Taudaha (en nepalí: टौदह) es un pequeño lago en las afueras de Katmandú, en el país asiático de Nepal. El nombre proviene de una combinación de palabras Newari  Ta, que significa serpiente y Dahá, que significa lago. 
El Lago Taudaha se cree que es una piscina remanente del enorme lago que una vez existió donde hoy la ciudad de Katmandú se encuentra. Según la mitología, un personaje mítico budista Manjushree cortó la colina en el sur del valle, permitiendo que el agua del lago escurriera, creando así la tierra que fue después ocupada por personas. El Folklore sugiere que ese "corte" en la colina es la garganta Chobar, un paso estrecho por el cual el río Bagmati sale del valle de Katmandú. Después de que el agua del antiguo lago drena, unos pequeños lagos y estanques fueron creados más allá de las colinas. Taudaha se cree que es uno de esos estanques.